# Іст-Моричес (Нью-Йорк)
Іст-Моричес (англ. East Moriches) — переписна місцевість (CDP) в США, в окрузі Саффолк штату Нью-Йорк. Населення — 5946 осіб (2020).

## Географія
Іст-Моричес розташований за координатами 40°48′35″ пн. ш. 72°45′35″ зх. д. / 40.80972° пн. ш. 72.75972° зх. д. (40.809637, -72.759740).  За даними Бюро перепису населення США в 2010 році переписна місцевість мала площу 14,57 км², з яких 14,18 км² — суходіл та 0,39 км² — водойми.

## Демографія
Згідно з переписом 2010 року, у переписній місцевості мешкало 5249 осіб у 1896 домогосподарствах у складі 1430 родин. Густота населення становила 360 осіб/км².  Було 2163 помешкання (148/км²).
Расовий склад населення:
| - 94,5 % — білих - 1,4 % — чорних або афроамериканців - 0,9 % — азіатів - 0,3 % — корінних американців - 1,2 % — осіб інших рас |

До двох чи більше рас належало 1,7 %. Частка іспаномовних становила 5,9 % від усіх жителів.
За віковим діапазоном населення розподілялося таким чином: 23,2 % — особи молодші 18 років, 59,4 % — особи у віці 18—64 років, 17,4 % — особи у віці 65 років та старші. Медіана віку мешканця становила 44,8 року. На 100 осіб жіночої статі у переписній місцевості припадало 96,4 чоловіків;  на 100 жінок у віці від 18 років та старших — 92,4 чоловіків також старших 18 років.
Середній дохід на одне домашнє господарство  становив 116 099 доларів США (медіана — 96 685), а середній дохід на одну сім'ю — 130 026 доларів (медіана — 102 443). Медіана доходів становила 75 699 доларів для чоловіків та 41 449 доларів для жінок. За межею бідності перебувало 5,8 % осіб, у тому числі 1,1 % дітей у віці до 18 років та 8,7 % осіб у віці 65 років та старших.
Цивільне працевлаштоване населення становило 2784 особи. Основні галузі зайнятості: освіта, охорона здоров'я та соціальна допомога — 26,6 %, науковці, спеціалісти, менеджери — 17,9 %, будівництво — 12,4 %, роздрібна торгівля — 8,1 %.